# Europlug

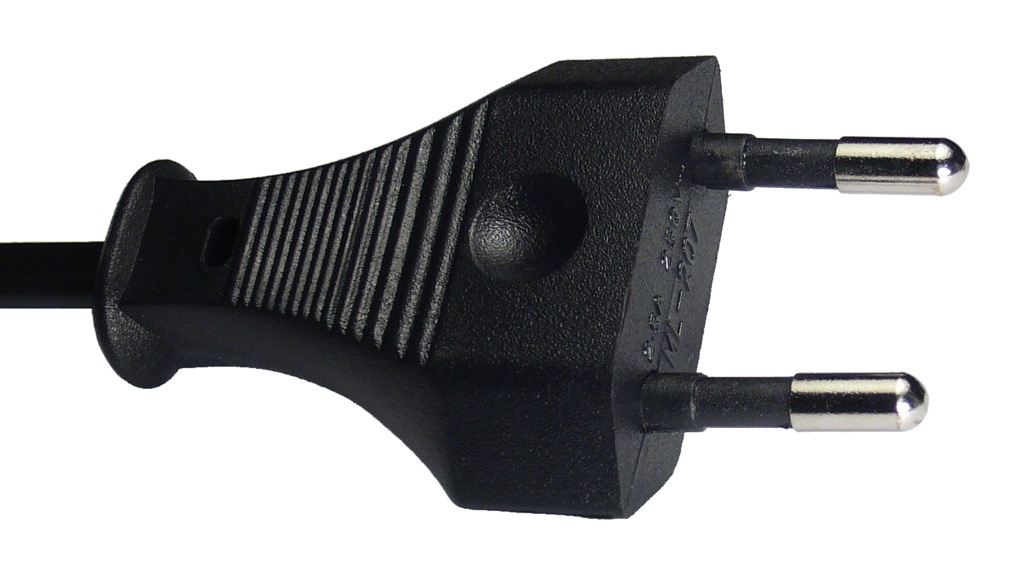
Ejemplo de un euroenchufe de color negro

El Europlug o euroenchufe es un enchufe de alimentación de CA doméstico, plano, bipolar y de clavija redonda, clasificado para voltajes de hasta 250 V y corrientes de hasta 2,5 amperios (A). Sus especificaciones datan de 1963. Se diseñó para conectar de forma segura aparatos de clase II de bajo consumo a las diferentes formas de tomas de corriente domésticas de clavija redonda utilizadas en toda Europa, con excepción del sistema BS 1363 (British Standard), de clavija rectangular que se encuentran en Chipre, Gibraltar, Singapur, Malasia, Emiratos Árabes Unidos, Hong Kong, Irlanda, Malta y el Reino Unido.
Normalmente se suministra en los cables de alimentación de los electrodomésticos de baja potencia y que no necesitan conexión a tierra; por ejemplo, videograbadoras, reproductores de DVD y radiocaseteras.
Además de en Europa, es común en otros países como Chile, Brasil, Perú, Paraguay y Uruguay, siendo compatible con las tomas de todos estos países mencionados.

## Historia
El diseño Europlug, destinado a su uso con tomas de corriente que cumplieran otras normas, apareció por primera vez en 1963 como Alternativa II de la Hoja Norma XVI en la segunda edición de la Publicación CEE 7 por los miembros contribuyentes de Austria, Bélgica, Checoslovaquia, Dinamarca, República Federal de Alemania, Finlandia, Francia, Grecia, Hungría, Italia, Países Bajos, Noruega, Polonia, Portugal, Suecia, Suiza, Reino Unido y Yugoslavia. Por lo tanto, el Europlug a veces también se denomina "enchufe CEE 7/16 Alternativa II" o simplemente "enchufe CEE 7/16". También se describió en 1975 como enchufe C5 en el Informe técnico IEC 83.[cita requerida] En 1990 fue definido por la norma Cenelec EN 50075 que tiene equivalentes nacionales en la mayoría de los países europeos, como se describe en IEC 60083 que reemplazó a IEC/TR 83 (y ya no utiliza la designación C5).[cita requerida]
El Europlug es inusual ya que la norma especifica solo un enchufe; no existe ningún toma de corriente diseñado específicamente para su uso.

## Consideraciones de diseño
Las dimensiones del Europlug se eligieron para garantizar la compatibilidad y el uso seguro, como por ejemplo con las tomas de corriente domésticas de Europa continental.
- se establece un contacto confiable cuando el enchufe está completamente insertado;
- no se puede acceder a ninguna parte conductora bajo tensión mientras el enchufe está insertado en cada tipo de toma;
- no es posible establecer una conexión entre un pin y un contacto de enchufe activo mientras el otro pin esté accesible.

Además, el diseño permite un diseño de cargadores de teléfonos móviles más compacto y menos voluminoso que el factor de forma BS 1363 del Reino Unido.
Los enchufes europeos solo están diseñados para dispositivos Clase II (con doble aislamiento) de baja potencia (menos de 2,5 A) que funcionan a temperatura ambiente normal y no requieren una conexión a tierra de protección.

## Detalles

Diagrama de las especificaciones Europlug

Las espigas del Europlug son de 19 mm de largo. Consisten en una punta conductora de 9 mm de largo y 4 mm de diámetro con una cabeza redondeada, situada en el extremo de una espiga aislada flexible de 10 mm de largo y no más de 3,8 mm de diámetro. Las dos espigas no son exactamente paralelas y convergen levemente; sus centros están a 17,5 mm en la punta y a 18,6 mm en la base. La elasticidad de las clavijas convergentes provee suficiente fuerza de contacto para el índice de corriente del Europlug con una variedad de configuraciones de tomacorrientes. El enchufe entero tiene 35,3 mm de ancho y 13,7 mm de alto, y no debe exceder estas dimensiones de 18 mm detrás de su plano frontal (esto permite los huecos en muchos tipos de enchufes europeos). Los lados izquierdo y derecho del enchufe están formados por superficies que están a 45° con respecto al plano horizontal.

## Compatibilidad

Planisferio que muestra los países con enchufes compatibles con Europlug

### Tipos C, E, F, y K
El Europlug está diseñado para ser compatible con estos enchufes. Estos enchufes tienen orificios de 4,8 mm con centros espaciados a 19 mm. La distancia mínima entre los orificios es, por tanto, de 14,2 mm, mientras que la distancia mínima entre los pines convergentes del Europlug es de 13,5 mm, lo que le permite sujetar el casquillo a pesar de su menor ancho de pin.

### Tipo D
El Europlug no es compatible con enchufes tipo D, utilizados, por ejemplo, en India y Sudáfrica. Estos enchufes tienen orificios de 5,1 mm con centros espaciados a 19,1 mm, lo que significa que se puede insertar un enchufe europeo si los enchufes no tienen persianas protectoras. Sin embargo, es posible que el diseño del enchufe no permita que el enchufe lo sujete.

### Tipo G
El Europlug no es físicamente compatible con los enchufes BS 1363 de 13 A, utilizados, por ejemplo en el Reino Unido e Irlanda. La ley del Reino Unido exige que se instale un fusible adecuado en cada enchufe para proteger el cable flexible del aparato; Los Europlugs no contienen tales fusibles. Las tomas BS 1363 contienen una contraventana de seguridad para niños; La cláusula 13.7.2 de BS 1363-2 requiere que Europlugs no abra las contraventanas. En algunos tipos de enchufe BS 1363 (pero no en todos), el mecanismo de seguridad se puede alterar para que luego se pueda forzar un conector europeo a los puertos de línea abierta y neutro. El Consejo de Seguridad Eléctrica del Reino Unido ha llamado la atención sobre el riesgo de incendio asociado con introducir enchufes europeos a la fuerza en enchufes BS 1363. También existe riesgo de daños tanto en el enchufe como en la toma de corriente.
La legislación de protección al Consumidor del Reino Unido exige que la mayoría de los productos eléctricos domésticos vendidos estén equipados con enchufes según BS 1363-1. La excepción es que las afeitadoras, cepillos de dientes eléctricos y productos de higiene personal similares pueden suministrarse con un enchufe europeo como alternativa al enchufe BS 4573.
Se encuentran disponibles enchufes de conversión con fusibles según BS 1363-5 para enchufes europeos, y los equipos equipados con estos pueden venderse en el Reino Unido.

### BS 4573 (afeitadora del Reino Unido)
El Europlug no está diseñado para ser compatible con enchufes BS 4573. Estos enchufes tienen orificios de 5,1 mm con centros espaciados a 16,7 mm, lo que significa que es probable que no sea posible un contacto confiable.
La mayoría de los enchufes para afeitadoras de 2 clavijas del Reino Unido aceptan enchufes BS 4573 o enchufes europeos, pero están clasificados para un máximo de 0,2 A. La legislación de protección al consumidor del Reino Unido permite que las afeitadoras, cepillos de dientes eléctricos y productos de higiene personal similares se suministren con un enchufe europeo como alternativa. al enchufe BS 4573.

### Tipo H
Originalmente estos enchufes tenían aberturas planas y no eran compatibles con el Europlug. En 1989 se diseñó una nueva versión para que fuera compatible con el Europlug. Los enchufes más nuevos tienen orificios de 4,5 mm con centros espaciados a 19 mm. La distancia mínima entre los orificios es, por tanto, de 14,5 mm, mientras que la distancia mínima entre los pines convergentes del Europlug es de 13,5 mm, lo que le permite sujetar el casquillo a pesar de su menor ancho de pin.

### SN 441011 (Suiza), Tipo J
El Europlug está diseñado para ser compatible con los tipos 11 y 12 (enchufes monofásicos obsoletos, 10 A) y tipo 13 (enchufe monofásico empotrado, 10 A; tipo J) y, en consecuencia, es compatible con todos los enchufes admitidos actualmente por SN 441011. Esto incluye el Tipo 15 (trifásico, 10 A), el Tipo 21 y 23 (monofásico, 16 A) y el Tipo 25 (trifásico, 16 A). El diámetro de las aberturas de las tomas de 10 A es de 4,5 mm y las aberturas de las tomas de 16 A son de 4,5 x 5,5 mm de ancho. El espacio normal entre L (monofásico) o L1 (trifásico) y N es de 19 mm.

### Tipo L
El Europlug está diseñado para ser compatible con enchufes tipo L de 10 A, que se encuentran habitualmente en Italia. Tienen orificios de 4,0 mm con centros espaciados a 19 mm. También es compatible con tomas duales de 10A/16A, pero no encaja en la variante de sólo 16A.

### Tipo N
La variante de 10 A del tipo N utilizada en Brasil tiene orificios de 4,0 mm y también permite el uso del Europlug; ver Tipos J y L. La variante de 20 A tiene orificios de 4,8 mm y también permite utilizar el Europlug; ver Tipos E, F y K.

### Tipo O
Tailandia tiene un receptáculo híbrido que también admite Europlug. Sin embargo, con el estándar Tipo O con 4,8 mm de diámetro, el Europlug estándar con 4,0 mm puede experimentar un contacto flojo.